# 1999 JJ132
1999 JJ132, também escrito como 1999 JJ132, é um objeto transnetuniano (TNO) que está localizado no cinturão de Kuiper, uma região do Sistema Solar. Este corpo celeste é classificado como um cubewano. Ele possui uma magnitude absoluta (H) de 8,8 e, tem um diâmetro estimado com cerca de 76 km.

## Descoberta
1999 JJ132 foi descoberto no dia 10 de maio de 1999 pelos astrônomos R. L. Allen, M. Jarvis e G. Bernstein.

## Órbita
A órbita de 1999 JJ132 tem uma excentricidade de 0.102 e possui um semieixo maior de 45.794 UA. O seu periélio leva o mesmo a uma distância de 41.132 UA em relação ao Sol e seu afélio a 50.456.